# Robert Odén
Robert Odén (* 26. Januar 1984 in Partille, geborener Robert Johansson) ist ein ehemaliger Handballspieler aus Schweden.
Der 1,90 Meter große und 85 Kilogramm schwere linke Außenspieler stand elf Spielzeiten bei IK Sävehof unter Vertrag, in denen er fünfmal die schwedische Meisterschaft gewann. Dort beendete er nach der Saison 2012/13 seine Karriere.
Für die schwedische Nationalmannschaft bestritt Robert Odén zehn Länderspiele, in denen er 16 Tore warf; er stand im erweiterten Aufgebot für die Weltmeisterschaft 2011.
Von Beruf ist er CAD-Konstrukteur. Er ist mit der schwedischen Handballspielerin Ida Odén verheiratet.